# Times of Obscene Evil and Wild Daring
Times of Obscene Evil and Wild Daring (englisch Zeiten des obszönen Bösen und wilder Kühnheit) ist das Debütalbum der kanadisch-amerikanischen Epic-Doom-Band Smoulder.

## Geschichte
Die im Jahr 2013 gegründete Band wurde noch ohne offizielle Veröffentlichung zum November 2018 zum Auftritt beim deutschen Festival Hammer of Doom eingeladen. Zu diesem Zeitpunkt hatte die Gruppe lediglich das viel beachtete und erfolgreich vertriebene Demo The Sowrd Woman veröffentlicht und wenige Auftritte absolviert. Die Band war aus einer spontanen Jamsession der Sängerin Sarah Ann Vincent, damals Kitteringham, mit ihrem späteren Ehemann Gitarrist Shawn Vincent in Toronto. Der kanadische Bassist Adam Blake und die amerikanischen Musiker Schlagzeuger Kevin Hester und Gitarrist Collin Wolf stießen später hinzu.
Vor ihrem Auftritt in Deutschland probte die Band intensiv im virtuellen Austausch und nahm voneinander getrennt ihr Debütalbum Times of Obscene Evil and Wild Daring auf. Die kanadischen Musiker nahmen ihren Teil in Toronto im Studio The Lincoln County Social Club mit John Dinsmore auf. Die amerikanischen Musiker in Arlington Heights in Illinois in den Swift Road Studios mit Vincent Ippolito. Die Verantwortung für Abmischung und Mastering des Albums oblag Arthur Rizk von der Band Eternal Champion. Unmittelbar nach ihrem Auftritt beim Hammer of Doom, dem insgesamt vierten Konzert der Band in ihrer Laufbahn, wurde die Gruppe von Cruz del Sur Music unter Vertrag genommen. Das Label hatte zuvor Kontakt mit der Gruppe aufgenommen und den Vertrag nach dem Auftritt abgeschlossen.

## Albuminformationen
Das am 26. April 2019 über Cruz del Sur Music veröffentlichte Times of Obscene Evil and Wild Daring ist das Debütalbum der Band. Es enthält sechs separate Stücke, die eine Gesamtspielzeit von 37:21 Minuten haben. Das Album wurde in den regulären Tonträgerformaten als LP, MC und CD produziert.

### Gestaltung
Als Cover wurde ein Gemälde von Michael Whelan lizenziert. Der Gebrauch von Whelans Werk besitzt eine lange Tradition in der Metal-Szene. Unter anderem nutzten Cirith Ungol, Demolition Hammer, Obituary und Sepultura seine Werke. Die Band erwarb Sekundärrechte an dem ursprünglich für das Low-Fantasy-Paperback der 1970er Jahre von C. J. Cherryh Der Quell von Shiuan. Kitteringham entdeckte das Well of Shiuan betitelte Bild in einem Kunstbuch das Vincent in einem Buchladen, in dem das Paar häufig einkaufte, erwarb. Während Vincent das Buch bezahlte, schaute sich Kitteringham es sich an, entdeckte das Gemälde und beschloss, dass es ihr Albumcover werden sollte. Für Kitteringham galt es als prioritär ein Bild zu nutzen, das in der Metalszene eindeutig assoziiert würde mit einem Stil, den sie „Warrior Heavy Metal“ nennt.
Das Bild zeigt die von C. J. Cherryh geschaffene Kriegerin Morgaine Frosthaar auf einem weißen sich aufbäumenden Pferd während Morgaine Frosthaar ihr Bannschwert ‚Wechselbalg‘. Whelan beschrieb das Konzept des Schwertes als „schwer zu visualisieren“, da ihm die Macht innewohne das Gefüge von Raum und Zeit zu zerreißen und ihre Feinde in eine dunkle und namenlose Leere zu bannen.

### Stil
Die Musik die Smoulder auf Times of Obscene Evil and Wild Daring präsentiert wird dem traditionellen Heavy Metal auf einer Schnittmenge von Epic-Metal und -Doom zugerechnet. Dabei wird auf eine stilistische Nähe zu Candlemass, Manilla Road, Eternal Champion, Atlantean Kodex und Sorcerer verwiesen.
Der Gesang von Sarah Ann Kitteringham ist der Mittelpunkt der Musik. Ihre mit etwas Hall versetzte Stimme steht „klar und kraftvoll über [der] Instrumentierung“ als „sehr breite Gesangsspur.“ Die Abmischung des Gitarrenspiels wurde als „für Doom Metal erstaunlich luftig“ wahrgenommen. Die Rhythmusgitarre besitzt einen gefälligen mit Verzerrungen versehenen Klang. Und die Melodien der Leadgitarre seien „sehr gut aufeinander abgestimmt.“ Das Bassspiel folge überwiegend dem Spiel der Rhythmusgitarre bleibt jedoch „durch eine leichte Verzerrung […] gut zu hören. Ab und zu wird der Bass durch Envelope Filter hervorgehoben“. Das in den Hintergrund gemischte Schlagzeug fungiert zuerst als Taktgeber und setzt Akzente. Höhere Frequenzen wurden „zu Gunsten des Gesangs und der restlichen Instrumentierung“ reduziert. Große und kleine Trommel besitzen hierüber ein reduziertes Klangvolumen. Die Becken wurden „zurückhaltend gemischt“ wodurch sie als „Akzente eingesetzt werden, wenn sie stärker angeschlagen werden.“

### Titelliste
1. Ilian of Garathorm: 06:29
(Musik: Hester und Wolf, Text: Kitteringham)
2. The Sword Woman: 05:28
(Musik und Text: Vincent und Kitteringham)
3. Bastard Steel: 05:58
(Musik: Hester und Wolf, Text: Wolf und Kitteringham)
4. Voyage of the Sunchaser: 05:56
(Musik und Text: Vincent)
5. Shadowy Sisterhood: 04:25
(Musik: Vincent und Text: Kitteringham)
6. Black God’s Kiss: 09:05
(Musik und Text: Vincent)

## Wahrnehmung
Die internationale Resonanz auf Times of Obscene Evil and Wild Daring fiel durchgehend positiv aus. Mit drei von fünf möglichen Punkten urteilte „Eldritch Elitist“ in einer für das Webzine Angry Metal Guy verfassten Besprechung noch relativ verhalten. Er räumte ein, nicht im gleichen Ausmaß beeindruckt zu sein, das Album und die Band dennoch zu schätzen. Insbesondere, weil es so einfach sei, „sich vorzustellen, wie sich Smoulder von einer guten zu einer großartigen Band entwickeln.“ Potential das „Wouter“ in einer für Grimm Gent verfassten Rezension soweit herausstellt, dass er annahm Smoulder könne sich zu einem „Flagschiff“ des Genres entwickeln.
Marek Protzak beschrieb das lyrisch und ästhetisch auf Fantasy und kauzig traditionellen Metal ausgerichteten Album für Metal.de als ideale Veröffentlichung für den Eskapismus der Metal-Szene. Hal C. F. Astell äußerte hinzukommend ausgesprochene Bewunderung für die gewähnte Authentizität der Band und ihrer Musik in der Tradition des Heavy Metal der 1980er Jahre. Dabei, so „terrasymetry“ für Msytfication und Panos Anagnostopoulos für Ride into Glory habe die Band exakt die richtige Sprache aus grafischen, lyrischen und musikalischen Verweisen auf das kulturelle Kapital der Szene.
Insgesamt erweise sich Times of Obscene Evil and Wild Daring als „ein Album, dass sich Fans des epischen Metals mit doomiger Schlagseite in jedem Fall anhören sollten“, derweil sich viele es „ins Regal stellen“ würden mutmaßte Raphael Päbst von Powermetal.de. Ähnlich urteilte Jörg Quaquil für Crossfire Metal mit der Beschreibung als eine „in allen Punkten hochwertige Debüt Scheibe“. Weitere Rezensenten bezeichneten das Album als einen „Kracher sondersgleichen“, „geil!“ „eindrucksvolles Debüt“, „Edelstahl vom feinsten, der weder kitschig noch langwierig geraten“ sei, sowie als zukünftiger Klassiker.